# بهره‌وری کل عوامل
در اقتصاد، بهره‌وری کل عوامل متغیری است که اثر عواملی غیر از متغیرهای به طور مرسوم در نظرگرفته شدهٔ نیروی انسانی و سرمایه را بر روی خروجی محاسبه می‌کند.